# 卡斯特尔梅扎诺
卡斯特尔梅扎诺（義大利語：Castelmezzano），是意大利波坦察省的一个市镇。总面积33平方公里，人口873人，人口密度26.5人/平方公里（2009年）。ISTAT代码为076024。